# Komanditna delniška družba
Komanditna delniška družba (k. d. d.) je komanditna družba v kateri so kapitalski deleži komanditistov razdeljeni na delnice in zaradi tega zanje smiselno veljajo pravila, ki urejajo delniško družbo.
Če so vsi komplementarji kapitalske družbe (družba v kateri nobena fizična oseba ne odgovarja za obveznosti družbe), gre za dvojno družbo.

## Zanimivost
Zakon o gospodarskih družbah razporeja k.d.d. med kapitalske družbe, čeprav gre v osnovi za osebno družbo zaradi osebne odgovornosti komplementarjev za obveznosti družbe. Vendar pa so komplementarji v k.d.d. navadno kapitalske družbe in je zato umestitev k.d.d. v ZGD smiselna.

## Primeri
- Michelin
- EuroDisney SCA
- Hermès International
- Merck